# Dar Bel Amri
Dar Bel Amri è una città del Marocco, nella provincia di Sidi Slimane, nella regione di Rabat-Salé-Kenitra. Fino al 2009 Sidi Slimane faceva parte della provincia di Kenitra.
La città è anche conosciuta come Dar Bel Hamri